# Silvestro Picardi
Pour les articles homonymes, voir Picardi.
Silvestro Picardi (Messine, 29 octobre 1853 - Rome, 14 janvier 1904), Rome) est un homme politique italien.

## Biographie
Membre d'une riche et importante famille messine originaire de Raccuja, il est ministre de l'Agriculture, de l'Industrie et du Commerce du royaume d'Italie dans le gouvernement Zanardelli.

### Fonctions administratives
- Conseiller provincial de Messine

### Postes et titres
- Président de la Commission pour l'unification des dettes des communes de Sicile
- Membre du Conseil central de la Société Dante Alighieri
- Membre de l'Académie Peloritana de Messine

## Sources
- (it) Cet article est partiellement ou en totalité issu de l’article de Wikipédia en italien intitulé « Silvestro Picardi » (voir la liste des auteurs).